# Tillandsia aizoides
Tillandsia aizoides là một loài thuộc chi Tillandsia. Đây là loài bản địa của Bolivia.